# Хойер, Марио
Марио Хойер (нем. Mario Hoyer, 26 июля 1965, Роннебург, Тюрингия) — восточногерманский бобслеист, разгоняющий, выступавший за сборную ГДР в конце 1980-х годов. Бронзовый призёр зимних Олимпийских игр 1988 года в Калгари, неоднократный призёр национального первенства.

## Биография
Марио Хойер родился 26 июля 1965 года в городе Роннебург, земля Тюрингия. Выступать в бобслее на профессиональном уровне начал в середине 1980-х годов и с самого начала стал показывать неплохие результаты, попал в качестве разгоняющего в национальную команду ГДР.
Основные успехи в карьере Хойера связаны с партнёром-пилотом Бернхардом Леманом, вместе они приняли участие в нескольких европейских и мировых первенствах, а в 1988 году поехали защищать честь страны на Олимпийские игры в Калгари, где завоевали бронзовые медали в программе двухместных экипажей. Вскоре возрастной Леман ушёл из бобслея, и Хойер тоже принял решение завершить карьеру профессионального спортсмена.